# Hans van Helden
Hans van Helden, född 27 april 1948 i Almkerk i Noord-Brabant, är en nederländsk före detta skridskoåkare.
Helden blev olympisk bronsmedaljör på 1500, 5000 och 10000 meter vid vinterspelen 1976 i Innsbruck.
Han tävlade för Frankrike vid de olympiska vinterspelen 1984 och 1988.